# Јужни троугао (сазвежђе)
Јужни троугао (лат. Triangulum Australe) је мало (по површини 83. од 88) сазвежђе јужне хемисфере. Дефинисао га је у 16. веку холандски астроном Петар Планције.
The Great Attractor, the gravitational center of the Laniakea Supercluster which houses the Milky Way galaxy, straddles between Triangulum Australe and the neighboring constellation Norma.

## Звезде
Алфа Јужног троугла је са магнитудом од 1,92 најсјајнија звезда овог сазвежђа. У питању је светли наранџасти џин који се налази на 415 светлосних година од Сунца. Постоји могућност да је у питању двојна звезда.
Бета Јужног троугла је двојна звезда магнитуде 2,85 која се налази на 40,1 светлосну годину од Сунца. Примарна звезда је жутобели џин, а прати је звезда 14. магнитуде.
Гама Јужног троугла је бели патуљак магнитуде 2,89 који се налази на око 183 светлосне године од Сунца. Делта јужног троугла је двојна звезда која се налази на око 621 светлосну годину од Сунца, примарна компонента је магнитуде 3,86 а секундарна 12.

## Објекти дубоког неба
У Јужном троуглу се налази отворено звездано јато NGC 6025 које чини тридесетак звезда чије су магнитуде између 7 и 9, док је магнитуда целог јата 5,1. Јато се налази на око 2700 светлосних година од Сунчевог система, а открио га је у 18. веку француски астроном Никола Луј де Лакај.